# Opir.org
ОПІРОРГ або opir.org — політично й фінансово незалежна громадська організація, що почала свою діяльність у лютому 2014 під час Революції Гідності за ініціативою групи молодих громадських ІТ-активістів та волонтерів.
Діяльність організації направлена на створення інноваційних інструментів для вирішення суспільно-важливих проблем.
У 2015 Opir.org став одним з учасників фестивалю Ucrazyans.

## Історія виникнення
Сайт opir.org — один з багатьох прикладів громадських ініціатив, що виникли на фоні Євромайдану  [Архівовано 18 листопада 2015 у Wayback Machine.]. Після нападу на автомайданівців на Кріпосному провулку (лінк тут «відео користувача TihonskyTV»), ІТ-активісти  [Архівовано 17 листопада 2015 у Wayback Machine.] та волонтери євромайдану вирішили створити геолокаційний сервіс, який би допомагав контролювати та координувати дії автомайдану, а також захистити інформацію про них.
Проєкт координував роботу майдану, де були повідомлення про ті чи інші потреби в онлайн режимі. Інструмент для взаємодії мав вигляд карти, де кожен міг завантажити інформацію про потребу у медикаментах, їжі, авто тощо, і будь-хто інший міг побачити останні оновлення на сайті в режимі реального часу та посприяти наявними в нього ресурсами для вирішення задачі.
Найбільшою складністю була необхідність перевіряти всі отримані дані про можливі небезпеки, тому команда просила своїх друзів та довірених осіб перевіряти та повідомляти про незвичні речі, предмети, скупчення людей чи невідомі транспортні засобів біля своїх будинків.

## Проєкт «Очі України»
Після Революції Гідності ОПІОРОРГ був зареєстрований як громадська організація, а команда продовжила допомагати вирішувати суспільні проблеми. Одна з яких — контролювати громадою чесність проведення виборів і оперативно реагувати на порушення та фальсифікації виборчого процесу  [Архівовано 17 листопада 2015 у Wayback Machine.].
Проєкт «Очі України» запрацював у пілотному режимі на Президентських виборах 25 травня 2014, і був розрахований на циклічну реалізацію під час кожних наступних парламентських та президентських виборів.
Ідея проєкту — забезпечити висвітлення виборчого процесу, а у разі виявлення значних фальсифікацій, використати докази для анулювання результатів та за можливості перешкоджати порушенням через оперативне втручання мобільних груп .
Під час останніх виборів до Верховної ради (жовтень 2014), для свого проєкту «Очі України» команда створила мобільний додаток, який дозволяє визначити геолокацію та під'єднати отриману інформацію до відповідної дільниці. Вся інформація завантажується на сайт та проходить модерацію, оскільки всі порушення мають бути перевірені. Окрім того, будь-який громадянин може самостійно підвантажити фото/відео докази щодо порушення безпосередньо на сайт .
Під час парламентських виборів проєкт «Очі України» отримав 135 повідомлень та 715 зареєстрованих користувачів, які активно долучились до фіксування порушень. При цьому географія проєкту була всеукраїнська: Одеса, Запоріжжя, Львів, Кривий Ріг, Вінниця, Івано-Франківськ, Хмельницький, Харків, Словянськ, Маріуполь, Дніпропетровськ, Суми та інші міста України активно повідомляли про порушення завантажуючи фото та відео на сайті opir.org  [Архівовано 30 березня 2016 у Wayback Machine.].